# ويليام أروسميث
ويليام أروسميث (بالإنجليزية: William Arrowsmith)‏ هو عالم لغوي كلاسيكي ومترجم أمريكي، ولد في 13 أبريل 1924 في أورانج ‏ في الولايات المتحدة، وتوفي في 21 فبراير 1992 في بوسطن في الولايات المتحدة.

## وصلات خارجية
- ويليام أروسميث على موقع ديسكوغز (الإنجليزية)